# Sebastian Asch

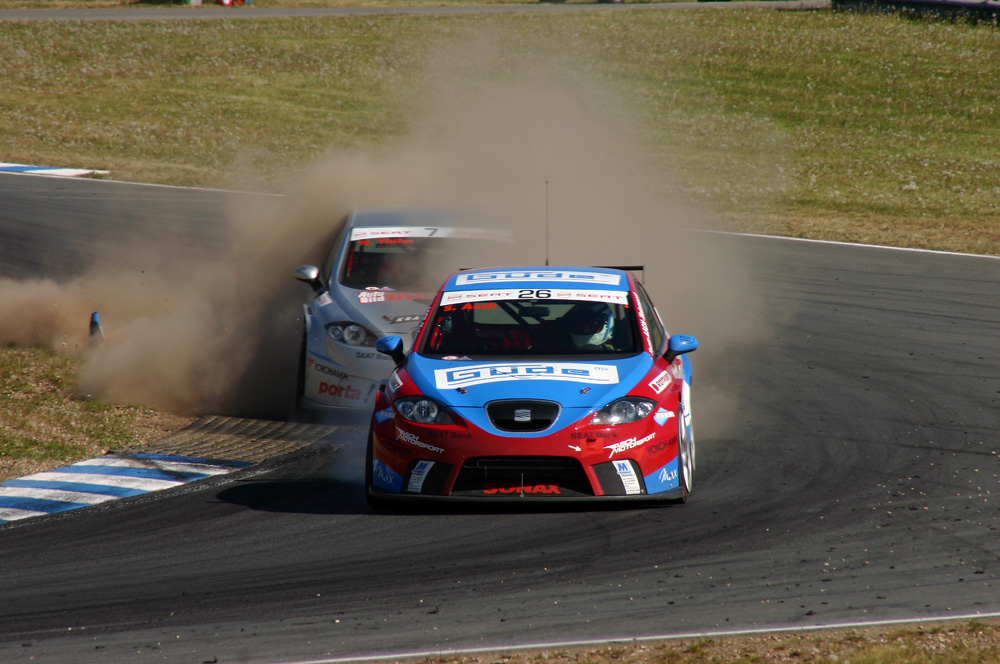
Sebastian Asch 2007 im Seat-Leon-Cup

Sebastian Asch (* 4. Juni 1986 in Tübingen) ist ein deutscher Rennfahrer.

## Karriere
Sebastian Asch ist der Sohn von Roland Asch. Begonnen hat er seine Fahrerkarriere im Slalomsport. Schon bald fuhr er seine ersten Rundstrecken, zunächst im Ford Fiesta ST Cup für das TLM Team Lauderbach im Rahmen der Beru TOP 10, im selben Jahr nahm er auch an mehreren Läufen der VLN Langstrecken Meisterschaft teil. Von 2005 bis 2007 war er Fahrer im deutschen SEAT León Supercopa. 2007 wurde mit seinem eigenen Team, dem Team Asch Motorsport, Vizemeister in der Gesamtwertung und holte gleichzeitig den Titel des Juniormeisters. Von 2011 bis 2013 fuhr er für das Team von FALKEN Motorsports auf dem Porsche 997 GT3 R beim 24-Stunden-Rennen auf dem Nürburgring und in der VLN Langstreckenmeisterschaft Nürburgring.
2012 gewann Sebastian Asch zusammen mit Maximilian Götz die ADAC-GT-Masters Meisterschaft 2012 für das kfzteile24 MS Racing Team auf einem Mercedes SLS AMG GT3, mit nur einem Saisonsieg. 2013 fuhr er abermals für MS Racing nun jedoch auf einem Audi R8 LMS ultra. In der ADAC-GT-Masters Saison 2014 fuhr er wieder auf einem Porsche 911 GT3 R dieses Mal jedoch mit Philipp Frommenwiler aus der Schweiz für das Team von Farnbacher Racing. Im Jahr 2015 gewann Sebastian Asch zum zweiten Mal die Meisterschaft des ADAC GT Masters auf einem Mercedes SLS AMG GT3 für Zakspeed zusammen mit seinem Fahrerkollegen Luca Ludwig. Er ist der erste Fahrer, der die Meisterschaft im ADAC GT Masters zweimal gewann.
Auch in den folgenden Jahren blieb Sebastian Asch der Rennserie ADAC GT Masters treu. 2016 fuhr er für das AMG-Team Zakspeed auf Mercedes GT3 und errang zwei Siege, welche in der Endwertung zum 6. Platz reichte. 2017 fuhr er für das Team BWT Mücke Motorsport (Mercedes GT3) und errang wiederum zwei Siege (Endwertung: 6. Platz). 2018 errang er im Team Zakspeed BKK Mobil Oil Racing auf Mercedes GT3 keinen Sieg und erzielte daher nur den 15. Platz in der Meisterschaft. Ähnlich verlief die Saison 2019 bei HB Racing (diesmal auf Ferrari) – kein Sieg und nur 15. Platz am Ende. Der Wechsel im Jahr 2020 zu Precote Herberth Motorsport (auf Porsche GT3) brachte nicht den gewünschten Erfolg; wiederum kein Sieg und Platz 21 am Ende. 2021 erzielte er mit Aust Motorsport (auf Audi) eine noch schlechtere Platzierung: Platz 34; keine Siege.
2024 und 2025 startete Sebastian Asch für das Team von White Angel for Fly and Help auf einem VW Beetle RSR in der NLS und beim 24-Stunden-Rennen auf dem Nürburgring.

## Statistik

### Erfolge
- Vizemeister Seat Leon Supercopa 2007
- Champion ADAC GT Masters 2012
- Champion ADAC GT Masters 2015

### Karrierestationen
| - 2003: ADAC Corsa Slalom-Cup (4. Platz) - 2004: Ford Fiesta ST Cup (8. Platz) - 2004: Teilnahme an mehreren VLN Läufen - 2005: Deutscher SEAT León Supercopa - 2006: Deutscher SEAT León Supercopa (6. Platz – Rookiewertung Platz 3) - 2006: 24-h-Rennen Nürburgring (2. Platz Klasse SP4T) - 2007: Deutscher SEAT León Supercopa (Vizemeister) - 2007: 24-h-Rennen Nürburgring (Klassensieg SP4T – Gesamtrang 24. Platz) - 2007: Porsche Classic Car Trophy (Klassensieg – 2. Platz Gesamtwertung) - 2008: 24-h-Rennen Nürburgring (11. Platz) - 2009: 24-h-Rennen Dubai (2. Platz Klasse A6 – Gesamtrang 3. Platz) - 2009: Porsche Carrera Cup Deutschland (7. Platz) - 2009: 24-h-Rennen Nürburgring (Ausgeschieden) | - 2010: 24-h-Rennen Dubai (Auf 2. Platz nach 14h ausgeschieden) - 2010: 24-h-Rennen Spa (3. Platz Klasse – Gesamtrang 10. Platz) - 2010: Teilnahme an 3 VLN-Langstrecken-Läufen auf dem Nürburgring - 2011: 24-h-Rennen Barcelona (1. Platz Klasse 977 – Gesamtrang 4. Platz) - 2011: 24-h-Rennen Spa (2. Platz Klasse GT3 Gent – Gesamtrang 14. Platz) - 2011: 24-h-Rennen Nürburgring (44. Platz) - 2011: Teilnahme an 4 VLN-Langstrecken-Läufen auf dem Nürburgring - 2011: 24-h-Rennen Dubai (Ausgeschieden) - 2012: 24-h-Rennen Dubai (2. Platz Klasse A6 – Gesamtrang 28. Platz) - 2014: 24-h-Rennen Dubai (In Führung liegend technischer Defekt – Gesamtrang 16. Platz) - 2014: 24-h-Rennen Nürburgring (Ausfall Technischer Defekt) - 2014: 6-h-Rennen Watkins Glen (3. Platz Klasse GTD) | - 2015: 24-h-Rennen Nürburgring (Ausgeschieden Unfall) - 2015: 12-h-Rennen Brünn (4. Platz) |

### ADAC GT Masters
| Jahr | Team                      | Fahrzeug             | Teamkollege          | Platzierung      |
| ---- | ------------------------- | -------------------- | -------------------- | ---------------- |
| 2008 | Argo Racing               | Lamborghini Gallardo | Frank Schmickler     | 4. Platz         |
| 2010 | a-workx/Wieth Racing      | Porsche 997 GT3 R    | Niclas Kentenich     | 6. Platz         |
| 2011 | a-workx/Wieth Racing      | Porsche 997 GT3 R    | Michael Ammermüller  | 14. Platz        |
| 2012 | kfzteile24 MS Racing Team | Mercedes SLS AMG GT3 | Maximilian Götz      | 1. Platz Meister |
| 2013 | MS Racing                 | Audi R8 LMS          | Florian Stoll        | 18. Platz        |
| 2014 | Farnbacher Racing         | Porsche 997 GT3 R    | Philipp Frommenwiler | 25. Platz        |
| 2015 | Zakspeed                  | Mercedes SLS AMG GT3 | Luca Ludwig          | 1. Platz Meister |